# Saint Georges (Mantegna)
Pour les articles homonymes, voir Saint Georges (homonymie).
Saint Georges est un tableau attribué au peintre italien Andrea Mantegna peint vers 1460. Il est conservé aux Gallerie dell'Accademia de Venise.

## Historique
Ce tableau a été peint à Padoue. D'après le style de la peinture, elle est datée après le voyage d'Andrea Mantegna à Venise pour visiter la famille Bellini et son mariage avec Nicolosia, la fille de Jacopo Bellini. Elle a sans doute été peinte avant son départ définitif de Padoue pour la cour de Louis III de Mantoue à Mantoue en 1460.
Le panneau aurait fait partie d'un polyptyque mais rien ne permet d'attester cette hypothèse. 

## Description
Le personnage est représenté placé dans un encadrement de marbre, serein et impassible. Le paysage à l'arrière-plan laisse apparaître une vue sur une ville fortifiée reliée par une route qu'il vient de parcourir pour combattre le dragon placé à ses pieds sur lequel il a brisé sa lance. Le paysage rocailleux, le ciel nuageux et la perspective placée derrière lui mettent en valeur le personnage. Il incarne non pas un saint chrétien mais bien plus un héros antique surmonté d'une guirlande fruits symboliques.
Les dessins de l'armure et la représentation de la ville de Sélene (ou Silène), en Libye antique, évoquée par Jacques de Voragine dans La Légende dorée, sont inspirés de deux dessins de Jacopo Bellini. 

## Œuvres en rapport
Gustave Moreau a réalisé un dessin reproduisant le tableau, conservé au musée Gustave Moreau à Paris.
Marcel Proust évoque le tableau dans une paperole ajoutée au texte de Sodome et Gomorrhe : il compare les genoux recouverts de caoutchouc d'Albertine à l'armure du saint du tableau : « Ce caoutchouc matière à la fois souple et qui semblait durcie partout ou elle fait de belles cassures, lui faisait aux genoux de nobles jambières qui semblaient en métal, comme dans le Saint Georges de Mantegna ».